# Агусті Пол
Агу́сті Пол Пе́рез (кат. Agusti Pol Pérez; нар. 13 січня 1977, Андорра) — андоррський футболіст, півзахисник. Захищав кольори національної збірної Андорри, у складі якої провів 27 матчів і забив один гол. На дорослому рівні виступав за команди «Граменет», «Андорра», «Сантбойя», «Вілассар-де-Мар» та «Матаро». Відомий тим, що став автором першого голу збірної Андорри.